# بند محمدعبدالله
بند محمدعبدالله، روستایی از توابع بخش آبپخش شهرستان دشتستان در استان بوشهر ایران است.

روستای بند محمدعبدالله یکی از روستاهای قدیمی دشتستان با سابقه‌ای ۲۵۰ ساله می‌باشد. در این روستا تا سال ۱۳۶۶ مدرسه دبستان وجود داشته‌است ولی به علت کمبود امکانات اکثر جمعیت این روستا به محله بهرام آباد مهاجرت کردند.

## جمعیت
این روستا در دهستان درواهی قرار دارد و براساس سرشماری مرکز آمار ایران در سال ۱۳۸۵، جمعیت آن زیر سه خانوار بوده‌است.

 در سال ۱۳۹۲ فقط یک خانوار در این روستا سکونت داشت. در نیمه دوم سال ۹۲ برق رسانی و آبرسانی به روستای بند شروع شد و قرار شد که در بهمن ماه برق و تا آخر سال آب به روستای بند برسد بعد از شروع آبرسانی و برقرسانی حدود ۱۲ خانوار در روستای بند ساکن شدند که این عدد روبه افزایش است.

## کشاورزی و دامداری
این روستا در گذشته نه چندان دور یکی از قطب‌های دامداری و کشاورزی منطقه محسوب می‌شد، ولی به‌دلیل نبود امکانات شاهد ترک این روستا توسط اهالی آن و مهاجرت به شهر و روستاهای همجوار بودیم. با توجه به مراتع و منابع غنی که روستای بند محمدعبدالله در اختیار دارد، احیای این روستا می‌تواند زمینه‌ساز تقویت زیرساخت‌های اشتغال و ایجاد فرصت‌های شغلی پایدار در منطقه آب‌پخش شود.

با وجود بیش از ۳۰۰۰ هکتار زمین کشاورزی مستعد در روستای بند محمدعبدالله بر اساس آمار رسمی موجود سال گذشته شاهد برداشت هزار تن گندم از اراضی کشاورزی این روستا بوده‌ایم و با توسعه زیرساخت‌های منطقه می‌توان زمینه تولید بیشتر در عرصه کشاورزی و دامداری را وجود آورد.
هم‌اکنون ۱۱ دامدار فعال به‌صورت فصلی در این منطقه اشتغال دارند و پیش‌بینی می‌شود با احیای این روستا روستای بند محمد عبدالله شاهد شکل‌گیری ۱۰۰ فرصت شغلی در عرصه‌های کشاورزی و دامداری در این روستا باشیم.

## الگوی عزم ملی و مدیریت جهادی
پروژه آبرسانی حضرت اباالفضل در روستای بند محمد عبدالله از توابع بخش آبپخش استان بوشهر از آن پروژه‌هایی است که به صورت کاملاً مردمی و با همتی جهادی صورت گرفته‌است.
اجرای این پروژه با کمک خیرین و دامداران و پشتیبانی دستگاه‌های مرتبط؛ توسط کمیته‌های چندگانه کارگروه با حداقل امکانات، همتی جهادی و بسیجی انجام شد.

هماهنگی در سطح بخش، تبیین ضرورت انجام پروژه برای مسئولین بالادستی، کمک از مردم و بسیجیان، و پیگیری شبانه‌روزی امور مربوط به پروژه و مدد گرفتن از ائمه اطهار (ع)؛ رمز موفقیت این پروژه عنوان شده‌است.